# Georgij Tjitjerin
Georgij Tjitjerin (ryska: Георгий Васильевич Чичерин), född 24 november 1872 i guvernementet Tambov, död 7 juli 1936 i Moskva, var en sovjetisk politiker och utrikesminister.

## Biografi
Efter att ha tjänstgjort i tsarens diplomatkår anslöt sig Tjitjerin till den socialdemokratiska rörelsen, först till mensjevikerna och senare till bolsjevikerna. Han tvingades fly från Ryssland 1904 på grund av sin politiska aktivitet och tillbringade därefter 14 år i Berlin, Paris, London och Bryssel. Han blev 1907 sekreterare i Rysslands socialdemokratiska arbetarepartis utlandsorganisation, men arresterades och utvisades från Tyskland året därpå. Vid första världskrigets utbrott flydde han från Bryssel till London där han utnämndes till sekreterare i de ryska flyktingarnas organisationskommitté och efter februarirevolutionen 1917 och tsarens avsättning blev han sekreterare i en kommitté för de ryska emigranters hemfärd. På grund av hans krigsmotstånd, en uppfattning han delade med Vladimir Lenin, blev han fängslad i Storbritannien som ville att Ryssland skulle fortsätta kriget. 
Efter oktoberrevolutionen 1917 och bolsjevikernas maktövertagande lyckades Lev Trotskij få honom frigiven i utbyte mot brittiska medborgare som fängslats i Ryssland. I januari 1918 kunde han återvända till Moskva och han blev genast utnämnd vice folkkommissarie för utrikes ärenden under Trotskij. Strax efter att freden i Brest-Litovsk undertecknats i februari 1918 efterträdde han Trotskij eftersom denne hade förespråkat en mindre kompromissvänlig linje gentemot Tyskland och centralmakterna. Som folkkommissarie för utrikes ärenden (utrikesminister) deltog Tjitjerin i Genuakonferensen 1922 och undertecknade Rapallofördraget samma år. Det senare ersatte fördraget från Brest-Litovsk och innebar att Ryssland återfick förlorade landområden och att diplomatiska förbindelser upprättades med Weimarrepubliken. I december samma år utropades Sovjetunionen. 
Tjitjerin var brorson till den ryska filosofen och juristen Boris Tjitjerin.